# 小野丈夫
小野 丈夫（おの たけお、1939年11月29日 - 2002年11月21日）は、日本の男性声優。東京都東両国出身。

## 人物
劇団新人会、プロダクションTHG、太陽プロモーションに所属していた。
新宿ゴールデン街「こどじ」店主。2002年11月21日、食道癌により死去。62歳没。趣味は水泳。

## 出演

### テレビアニメ
1977年
- ヤッターマン（運転手、金仮面、長老、山賊）

1978年
- ルパン三世 (TV第2シリーズ)（1978年 - 1979年）

1979年
- 科学忍者隊ガッチャマンF（神父）
- ザ☆ウルトラマン（1979年 - 1980年、首脳C、記者、老人、京子の父、眼鏡の老人、博士、群衆、防衛軍首脳）
- 未来ロボ ダルタニアス（1979年 - 1980年、老人、ナミール）

1980年
- タイムパトロール隊オタスケマン（ハンセン、武官、武将）
- 鉄腕アトム (アニメ第2作)（グルド博士）
- フウムーン

1981年
- 新・ど根性ガエル（1981年 - 1982年）
- おはよう!スパンク

1982年
- 逆転イッパツマン（ゼニキチ）
- スペースコブラ

1984年
- ルパン三世 PARTIII

1985年
- 蒼き流星SPTレイズナー（老人）
- 機甲界ガリアン（老人）

1986年
- ドラえもん

1987年
- エスパー魔美（男）
- グリム名作劇場（牧師）

### 劇場アニメ
- 新・ど根性ガエル ど根性・夢枕（1982年）

### OVA
- こちら葛飾区亀有公園前派出所（1985年、徳兵衛）

### 吹き替え

#### 映画
- 悪魔のいけにえ（グランパ）
- キング・コング
- 告白（シェイマス）
- コナン・ザ・グレート ※日本テレビ版
- ネバーセイ・ネバーアゲイン（エリオット）※機内版
- パットン大戦車軍団 ※日本テレビ新録版
- 野獣戦争（ジミー〈ビル・ヘンダーソン〉）※日本テレビ版

#### ドラマ
- アメリカン・ヒーロー
- 白バイ野郎ジョン&パンチ（ロウ・ワグナー）